# Văn Dung
Văn Dung (15 tháng 1, 1936 - 8 tháng 3, 2022) là một nhà báo, nhạc sĩ cách mạng Việt Nam, ông được biết đến với bài hát Đường Trường Sơn xe anh qua, Những bông hoa trong vườn Bác, Chim chích bông, Hành khúc thanh niên cộng sản Hồ Chí Minh... Ông  từng là Chủ tịch Hội Âm nhạc Hà Nội.

## Tiểu sử

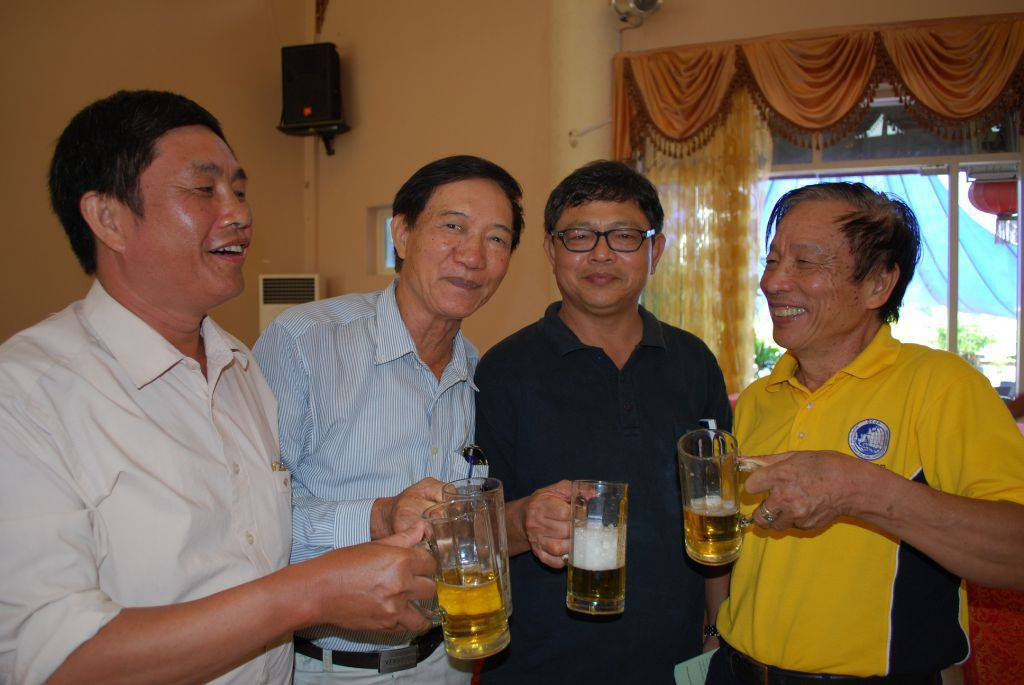
Nhạc sĩ Văn Dung giao lưu cùng các văn nghệ sĩ Hà Nội tại công viên Hòa Bình

Nhạc sĩ Nguyễn Văn Dung sinh ngày 15 tháng 1 năm 1936, tại làng Bích Câu, khu Hàng Bột, Hà Nội, trong gia đình có 7 anh chị em; bố ông là cán bộ địa phương và qua đời khi ông 12 tuổi.
Thuở nhỏ, Văn Dung học tại trường tiểu học Lý Thường Kiệt, nên ông biết tiếng Pháp rất sớm. Từ năm 1954 đến 1957, ông học trung học tại trường Chu Văn An. Ông học giỏi nên được bầu vào làm Ủy viên Ban Chấp hành hiệu đoàn học sinh Chu Văn An. Năm ông 26 tuổi, mẹ ông cũng qua đời.
Ông kết hôn với Lê Tuyết Nhung, người đồng nghiệp tại Đài tiếng nói Việt Nam Lê Tuyết Nhung - và có hai người con Nguyễn Vân Quyên và Nguyễn Thái Hòa.
Ông mất ngày 8 tháng 3 năm 2022 tại Hà Nội.

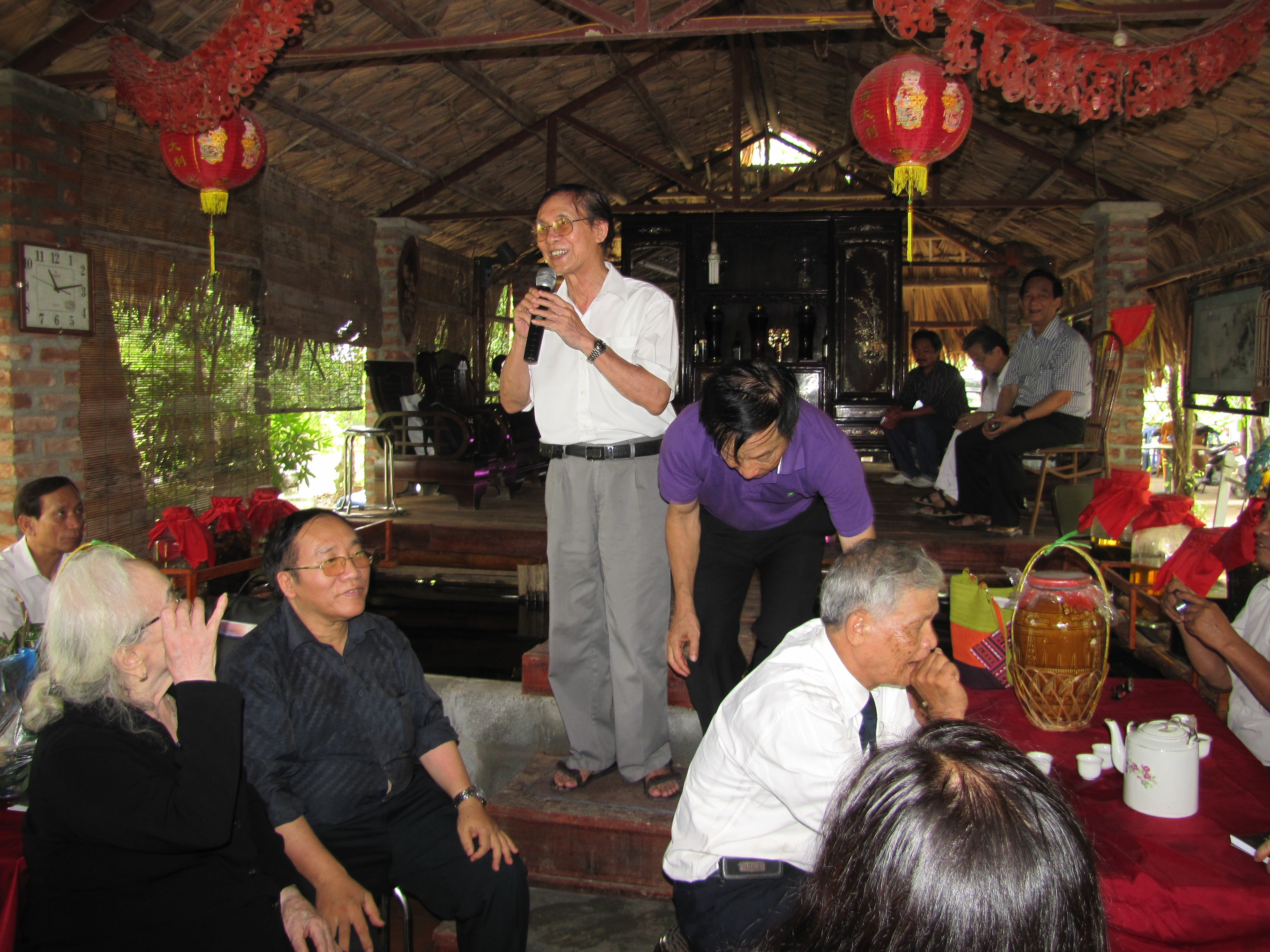
Nhạc sĩ Văn Dung nói chuyện cùng các văn nghệ sĩ Hà Nội tại Vườn Chim Việt ngày 10 tháng 8 năm 2013

## Sự nghiệp
Trong 2 năm 1958 và 1959, ông vừa làm công việc trang trí trong Đoàn kịch nói Trung ương, vừa tham gia tổ chức Bình dân học vụ và Bổ túc văn hóa với tư cách là tổ trưởng giáo viên. Năm 1960, ông theo học lớp báo chí Trung ương do Ban Tuyên giáo tổ chức, thuộc Phân hiệu II của Trường Nguyễn Ái Quốc.
Sau khi tốt nghiệp Trường báo chí Trung Ương, ông về công tác tại Ban Công nghiệp Đài Tiếng nói Việt Namlàm biên tập viên âm nhạc, ông bắt đầu học nhạc để phục vụ công việc.
Năm 1965, trong chuyến đi thực tế ở Vĩnh Linh, đến những vùng giáp ranh vĩ tuyến 17, Văn Dung sáng tác bài "Giải phóng quân ta ra đi". Tại mặt trận Khe Sanh năm 1968, ông sáng tác "Đường Trường Sơn xe anh qua". Năm 1971, khi mặt trận đường 9 mở ra, Văn Dung lại viết "Bài ca đường 9 chiến thắng". Cũng trong năm này, Trung ương Đoàn Thanh niên Lao động Việt Nam đã phát động phong trào sáng tác ca khúc cho thanh niên, nhân dịp chuẩn bị kỷ niệm 40 năm thành lập Đoàn. Ông đã sáng tác ra bài "Hành khúc thanh niên cộng sản Hồ Chí Minh" chỉ trong 3 tiếng đồng hồ.
Năm 1993, ông được bổ nhiệm là Chủ nhiệm chương trình ca nhạc mới Ban Âm nhạc Đài Tiếng nói Việt Nam, cho đến khi nghỉ hưu vào năm 1998.
Ông từng là nguyên Chủ tịch Hội Âm nhạc Hà Nội năm 2016 và 2017.

## Sáng tác
- Mùa xuân cho em
- Thuyền đi đón lúa (1962)
- Ai đưa sông nước lên đồi
- Những bông hoa trong vườn Bác
- Đường Trường Sơn xe anh qua (1968)
- Hành khúc thanh niên cộng sản Hồ Chí Minh (1971)
- Giải phóng quân ta ra đi (1965 - cùng viết với Triều Dâng).
- Tiến về Khe Sanh
- Chiều xa thành phố cảng
- Bài ca đường 9 chiến thắng (1971)
- Chim chích bông (lời thơ Nguyễn Viết Bính)
- Hành khúc Hội khỏe Phù Đổng
- Em đố mẹ em
- Ông viết nhạc cho vở rối Hai cây phong
- Nhạc phim Mê Thảo - thời vang bóng
- Đường ta đi có Đảng vinh quang
- Pác Bó còn ấm tình Bác.
- Trở về Bỉm Sơn
- Vinh quang công nhân Việt Nam
- Hương lúa chiêm xuân
- Nông trường ta yêu
- Tình ca đất mỏ
- Vì một hành tinh xanh
- Em với rừng Hoàng Liên
- Gà gáy vang dậy bạn ơi

## Ghi nhận
- Ông được Nhà nước trao tặng "Huân chương Lao động hạng Nhì"
- "Giải thưởng Nhà nước về Văn học Nghệ thuật đợt I" năm 2001.[6]
- Trung ương Đoàn Thanh niên Cộng sản Hồ Chí Minh trao tặng Huy chương "Vì thế hệ trẻ".[6]